# Astylopsis collaris
Astylopsis collaris är en skalbaggsart som först beskrevs av Samuel Stehman Haldeman 1847.  Astylopsis collaris ingår i släktet Astylopsis och familjen långhorningar. Inga underarter finns listade.